# نموذج بيرتراند إيدجوورث
في الاقتصاد الجزئي، ينظر نموذج بيرتراند إيدجوورث لاحتكار القلة تحديد الأسعار، إلى ما يحدث عندما يكون هناك منتج متجانس (أي يريد المستهلكون شراءه من أرخص بائع) حين يوجد حد للشركات المستعدة والقادرة على إنتاجه وبيعه بسعر معين. يختلف هذا عن نموذج بيرتراند للمنافسة الذي يفترض أن الشركات مستعدة وقادرة على تلبية كل الطلب. يمكن اعتبار الحد من الإنتاج بمثابة قيد على القدرة المادية يكون هو نفسه مهما كانت الأسعار (كما هو الحال في عمل إيدجوورث)، أو يتغير مع السعر بموجب افتراضات أخرى.

## تاريخه
طور جوزيف لويس فرانسوا بيرتراند (1822 - 1900) نموذج منافسة بيرتراند في احتكار القلة. اعتمد هذا النهج على افتراض أن هناك شركتين على الأقل تنتجان منتجًا متجانسًا بتكلفة هامشية ثابتة (يمكن أن يكون ثابتًا بقيمة إيجابية معينة، أو بدون تكلفة هامشية كما هو الحال في «كورنو»). يشتري المستهلكون من البائع الذي يعرض السعر الأرخص. إن توازن بيرتراند - ناش في هذا النموذج هو أن تحدد جميع الشركات (أو على الأقل شركتين) السعر ليكون مساوياً للتكلفة الحدية. الحجة هنا بسيطة: إذا حددت إحدى الشركات سعرًا أعلى من التكلفة الحدية، فيمكن لشركة أخرى تقويضه بمقدار صغير (غالبًا ما يطلق عليه قطع إبسيلون، حيث يمثل إبسيلون كمية صغيرة) بحيث يكون التوازن صفريًا (يُسمى أحيانًا مفارقة بيرتراند).
تفترض مقاربة بيرتراند أن الشركات قادرة على تلبية الطلب كاملًا وهي مستعدة للقيام بذلك: لا يوجد حد للكمية التي يمكن أن تنتجها أو تبيعها الشركة. درس فرانسيس يسيدرو إيدجوورث الحالة التي يوجد فيها حد لما يمكن أن تبيعه الشركات: أظهر أنه إذا كان هناك حد ثابت لما يمكن للشركات بيعه، فقد لا يكون هناك إستراتيجية صافية لتوازن ناش (يسمى هذا الوضع أحيانًا مفارقة إيدجوورث).
طور مارتن شوبيك نموذج بيرتراند إيدجوورث للسماح للشركة بالاستعداد لتوريد ما يصل فقط إلى أقصى حد لزيادة الإنتاج بالسعر الذي تحدده (يحدث هذا في ظل زيادة الربح عندما تتساوى التكلفة الحدية مع السعر). درس شوبيك الحالة التي تكون فيها التكاليف حصرًا محدبة، حيث تتزايد التكلفة الحدية في الإنتاج، كما أظهر أنه في حالة وجود توازن ناش، يجب أن يكون السعر هو نفسه السعر التنافسي (حيث يساوي الطلب العرض، وتحدد جميع الشركات السعر ليكون مساويًا للتكلفة الحدية). لكن هذا يمكن أن يحدث فقط إذا كان طلب السوق مرنًا للغاية (أفقيًا) عند السعر التنافسي. بشكل عام، فكما هو الحال في مفارقة إيدجوورث، لن يكون هناك توازن ناش مع إستراتيجية نقية. أظهر هو ديكسون أنه بشكل عام، ستوجد إستراتيجية ناش مختلطة توازن ناش عندما تكون التكاليف محدبة. استخدم برهان ديكسون مبرهنة الوجود لبارثا داسغوبتا وإريك ماسكين. بموجب افتراض ديكسون للتكاليف المحدبة (الضعيفة)، لن تتناقص التكلفة الحدية. تتسق هذه النتيجة مع دالة التكلفة حيث تكون التكلفة الحدية ثابتة لمجموعة من المخرجات، أو حيث تتزايد هذه التكلفة الحدية بسلاسة، أو في الواقع الذي توجد في زيادة مفاجئة في التكلفة الإجمالية بحيث تزيد التكلفة الحدية بشكل متقطع.